# Radi de Larmor
El radi de Larmor (també conegut com a giroradi o radi de ciclotró) és el radi del cercle que segueix una partícula carregada en presència d'un camp magnètic uniforme. Rep el seu nom del físic britànic Joseph Larmor. En unitats del SI, el radi de Larmor ve donat per
{\displaystyle r_{g}={\frac {mv_{\perp }}{|q|B}}},
on {\displaystyle m} és la massa de la partícula, {\displaystyle v_{\perp }} és la component de la velocitat perpendicular a la direcció del camp magnètic, {\displaystyle q} és la Càrrega elèctrica de la partícula, i {\displaystyle B} és la força del camp magnètic.
La freqüència angular d'aquest moviment circular és coneguda com a freqüència de gir, o freqüència de ciclotró, i pot ser expressada com a
{\displaystyle \omega _{g}={\frac {|q|B}{m}}}
en unitats de radians/segon.

## Variants
La definició següent permet indicar el signe del gir (segons la partícula sigui carregada positivament o negativa)ː 
{\displaystyle \Omega _{g}={\frac {qB}{m}}}
Expressada en unitats de Hertz:
{\displaystyle f_{g}={\frac {qB}{2\pi m}}}.
Per a electrons, és útil escriure aquesta freqüència com a
{\displaystyle f_{g,e}=(2.8\times 10^{10}\,\mathrm {Hertz} /\mathrm {Tesla} )\times B}.
En unitats CGS, el radi de Larmor ve donat per
{\displaystyle r_{g}={\frac {mcv_{\perp }}{|q|B}}},
i la freqüència de gir és
{\displaystyle \omega _{g}={\frac {|q|B}{mc}}}.
On {\displaystyle c} és la velocitat de la llum al buit.

## Cas relativista
Les fórmules anteriors també són vàlides per a velocitats relativistes, quan la massa de la càrrega és interpretada relativísticament (és a dir, no com a massa en repòs). Per a càlculs de física d'acceleradors i astropartícules, una fórmula més pràctica és
{\displaystyle r_{g}=3.3\mathrm {metres} \times {\frac {(mc^{2}/\mathrm {GeV} )(v_{\perp }/c)}{(|q|/e)(B/\mathrm {Tesla} )}}},
on {\displaystyle c} és la velocitat de la llum, la massa ve donada en GigaelectronVolts ({\displaystyle \mathrm {GeV} }), i {\displaystyle e} és la càrrega elemental.

## Derivació
Tota partícula carregada en moviment experimenta una força de Lorentz donada per
{\displaystyle {\vec {F}}=q({\vec {v}}\times {\vec {B}})},
on {\displaystyle {\vec {v}}} és el vector de velocitat i {\displaystyle {\vec {B}}} el vector de camp magnètic.
La direcció de la força ve donada pel producte vectorial de la velocitat i camp magnètic. Per això, la força de Lorentz és sempre perpendicular a la direcció de la partícula, resultant en un moviment giratori de la càrrega. El radi d'aquest cercle, rg, pot ser determinat igualant la magnitud de la força de Lorentz a la força centripeta:
{\displaystyle {\frac {mv_{\perp }^{2}}{r_{g}}}=|q|v_{\perp }B}.
Així, el radi de Larmor pot ser expressat com a
{\displaystyle r_{g}={\frac {mv_{\perp }}{|q|B}}},
sent directament proporcional a la massa de partícula i a la velocitat perpendicular, i inversament proporcional a la seva càrrega elèctrica i a la força del camp magnètic. El temps de la partícula per a completar una revolució, anomenat període, és
{\displaystyle T_{g}={\frac {2\pi r_{g}}{v_{\perp }}}}.
Donat que el període és l'invers de la freqüència, trobem
{\displaystyle f_{g}={\frac {1}{T_{g}}}={\frac {|q|B}{2\pi m}}},
i per això
{\displaystyle \omega _{g}={\frac {|q|B}{m}}}.